# Riverside Plaza
Riverside Plaza es un complejo de apartamentos modernista y brutalista diseñado por Ralph Rapson que se inauguró en 1973 en Mineápolis, la ciudad más poblada del estado de Minnesota (Estados Unidos). Situado en el borde del centro de Minneapolis en el vecindario Cedar-Riverside, y junto a la Universidad de Minnesota y la Universidad de Augsburg, el sitio contiene el McKnight Building de 39 pisos, la estructura más alta fuera del distrito financiero de la ciudad. Inicialmente conocido como Cedar Square West, cambiò de nombre cuando un grupo de inversores lo compró en quiebra en 1988.
Riverside Plaza se compone de seis edificios y tiene 1303 unidades residenciales, lo que la convierte en la característica principal del vecindario Cedar-Riverside. Cada edificio tiene una altura diferente, destinada a reflejar la diversidad de su población. Rapson se inspiró en las ciudades europeas, donde personas de diferentes edades y niveles de riqueza convivían en espacios reducidos. El área fue desarrollada con el apoyo del programa New Town-In Town del gobierno federal, y originalmente se planeó como parte de un diseño utópico que habría visto 12 500 unidades repartidas en cuatro vecindarios que albergan un total de 30 000 personas. Cedar Square West fue el primer proyecto en el país en recibir fondos del Título VIII del Departamento de Vivienda y Desarrollo Urbano  (HUD), y es el más grande de los dos New Towns-In Town que finalmente clasificaron para ese programa.

## Historia

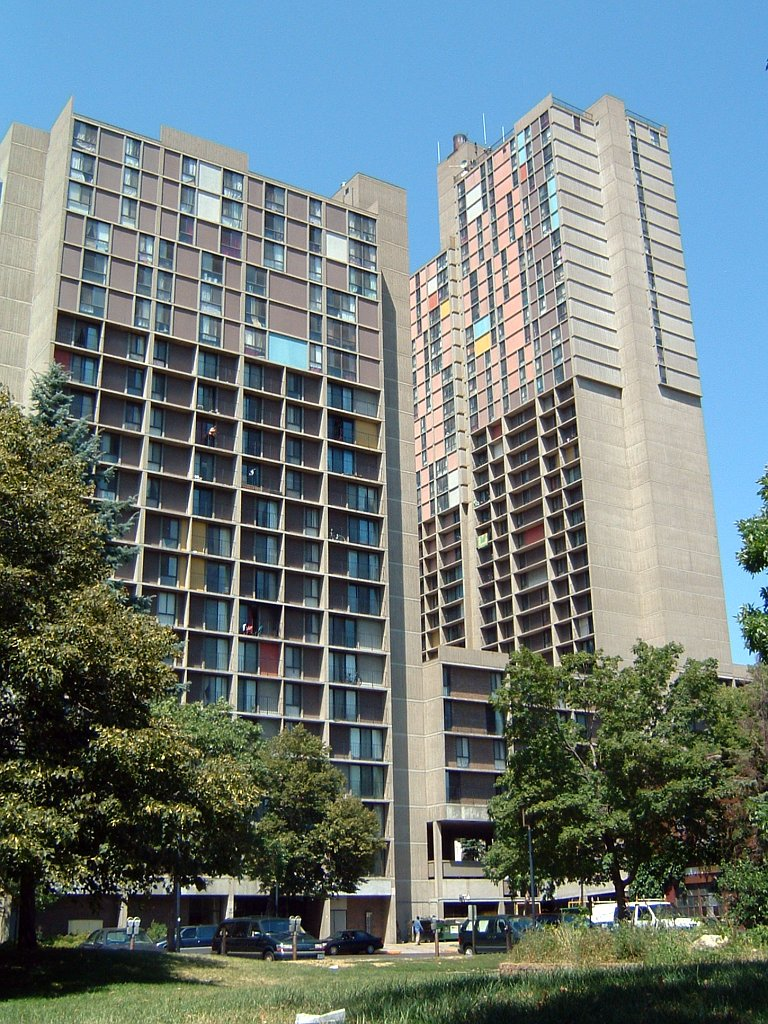
Edificios de Riverside Plaza en 2005, antes de la renovación

Las imponentes estructuras de hormigón utilizan paneles multicolores (que intentan emular el diseño de la Unité d'Habitation de Le Corbusier), que fecha fuertemente el período de construcción. La Interestatal 94 y la I-35W pasan cerca, lo que brinda buenas opciones de transporte por carretera para los ocupantes, pero los pasillos también actúan como barreras para los peatones. A pesar de estos inconvenientes, el complejo ha logrado mantener una alta tasa de ocupación, que rara vez cae por debajo del 90% en los casi 50 años de vida del complejo.
El concepto, presentado públicamente en 1966, originalmente se llamaba Cedar Village. Surgió de una colaboración entre Gloria Segal, su esposo Martin y el profesor de la Universidad de Minnesota Keith Heller, quien controlaba la mayoría de la propiedad al este de Cedar Avenue, y BW y Leo Harris Company, inversionistas al oeste de Cedar. La ciudad también participó después de que el consejo ordenó a su comisión de planificación que preparara un plan de remodelación para el área en 1965.
Gloria Segal recordó la secuencia de eventos que llevaron a que Cedar-Riverside fuera la primera 'ciudad nueva' de la nación: “En febrero de 1970 propusimos un proyecto de primera etapa a la Autoridad de Vivienda y Reurbanización de Mineápolis. La aprobación preliminar se dio en abril de 1970. Esa primavera, varias personas comenzaron a instarnos a considerar una solicitud de garantía de préstamo de Nuevas Comunidades. En junio se presentó una solicitud preliminar y se aceptó en agosto de 1970. Luego se prepararon los documentos finales de la solicitud y el 28 de junio de 1971 se recibió una carta de compromiso por una garantía de 24 millones de dólares”. El proyecto debía incluir viviendas para una variedad de ingresos: 117 unidades de vivienda pública, 552 unidades subsidiadas por el programa FHA 236, 408 unidades destinadas a inquilinos de ingresos medios y 223 unidades de “semilujo”.
Por lo tanto, el complejo fue inicialmente una iniciativa de vivienda mixta destinada a residentes de ingresos altos y bajos, incluidos inquilinos y arrendatarios. Sin embargo, los nuevos propietarios de los edificios convirtieron las estructuras en viviendas subsidiadas para beneficiarse de un subsidio estatal del 10 % además de los ingresos regulares por alquiler. Según Rapson, quien diseñó las torres y aún vivía y trabajaba en el vecindario, tampoco cuidaron adecuadamente los edificios, lo que llevó a apodos como "Rainbow Sky Ghetto", "Ghetto in the Sky", “Barrios bajos en el cielo”,“ Pequeño Mogadiscio ”y las“ Pilas de grietas ”. Una serie de homicidios a principios de los años 1990 también contribuyó a crear una imagen negativa.
Sin embargo, según la policía local, la delincuencia en el vecindario ha disminuido a lo largo de los años tras el despliegue de algunos agentes de patrulla adicionales. También se ha convertido en un refugio animado para las nuevas familias inmigrantes, particularmente de Vietnam y el noreste de África. El apodo del complejo de apartamentos ha cambiado a "Little Mogadishu", reflejando su estructura moderna.

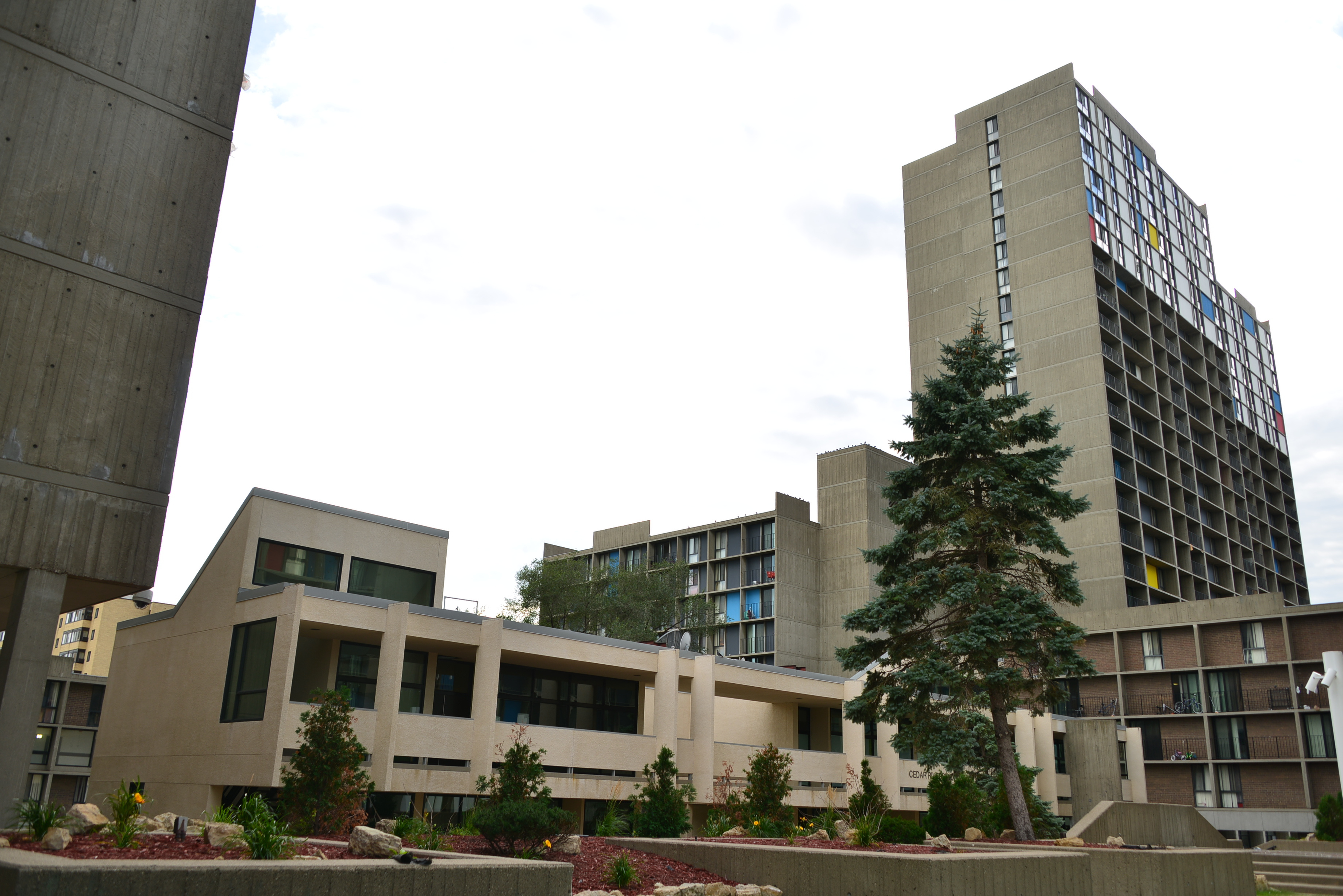
El edificio que alberga la escuela comunitaria Cedar-Riverside

En 1993, la Escuela Comunitaria Cedar-Riverside abrió alrededor de la Plaza. La escuela satisface las necesidades de los residentes del Riverside Plaza, incluidas las nuevas poblaciones de inmigrantes. Opera en antiguos espacios comerciales cerca de McKnight Tower y Chase House.
A partir de 2011, Riverside Plaza tiene más de 4500 inquilinos que viven en 1303 unidades, divididas a partes iguales entre apartamentos a precio de mercado y apartamentos subsidiados. La duración media de la ocupación es de tres a cuatro años, una rotación relativamente rápida debido a la movilidad ascendente de los inquilinos recién llegados, que utilizan los apartamentos como una solución de vivienda temporal mientras se recuperan.
El complejo fue incluido en el Registro Nacional de Lugares Históricos el 28 de diciembre de 2010. La declaración de importancia cita su importancia como un ejemplo bien conservado de remodelación urbana impulsada por el Departamento de Vivienda y Desarrollo Urbano y el primero en recibir fondos del Título VII. También es localmente significativo como uno de los ejemplos más destacados del trabajo de Ralph Rapson.
En octubre de 2016, los residentes del complejo negaron el permiso a HBO para filmar su serie Mogadishu, Minnesota en su edificio.

## Renovaciones

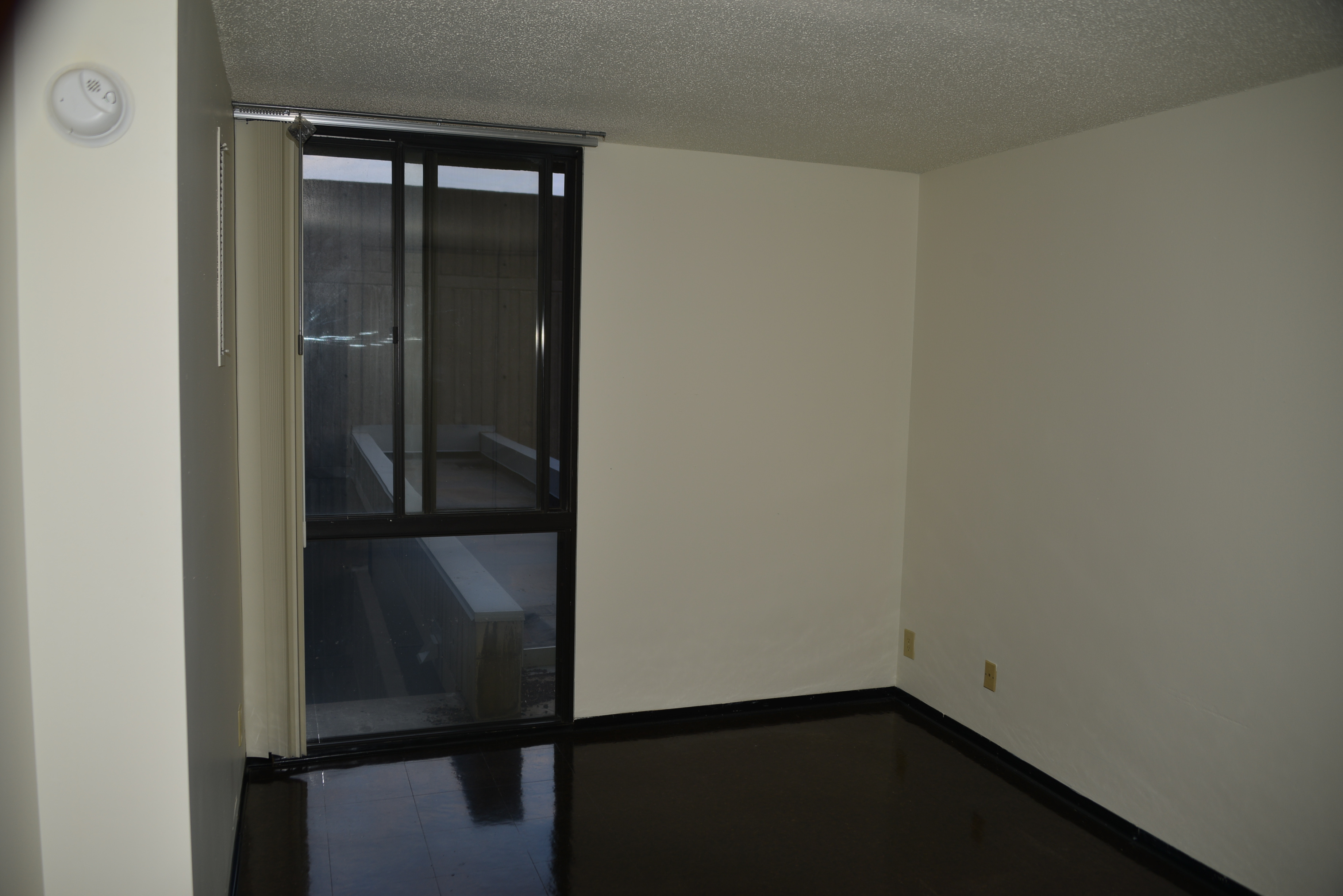
Un apartamento vacío dentro de Riverside Plaza después de la renovación de 2011-12

En 2011, comenzó una importante renovación del complejo que entonces tenía casi 40 años, motivada por problemas importantes con sus sistemas mecánicos, de plomería y eléctricos. La renovación se completó en dos años con un presupuesto de 132 millones de dólares, la mayoría de los cuales provino de fuentes privadas. El Departamento de Vivienda y Desarrollo Urbano de los Estados Unidos, que vio el complejo como un ejemplo de vivienda pública multifamiliar eficaz, respaldó 50 millones de dólares en préstamos para el proyecto.

## En la cultura popular
Las tomas exteriores del complejo aparecieron en televisión como la residencia de Mary Richards en las dos últimas temporadas de The Mary Tyler Moore Show.